# HD 154779
HD 154779，又名BD-17 4717，SAO 160305、HR 6365，是一颗恒星，视星等为5.99，位于銀經4.82，銀緯13.37，其B1900.0坐标为赤經17h 2m 26.4s，赤緯-17° 13.37′ 36″。